# Breses

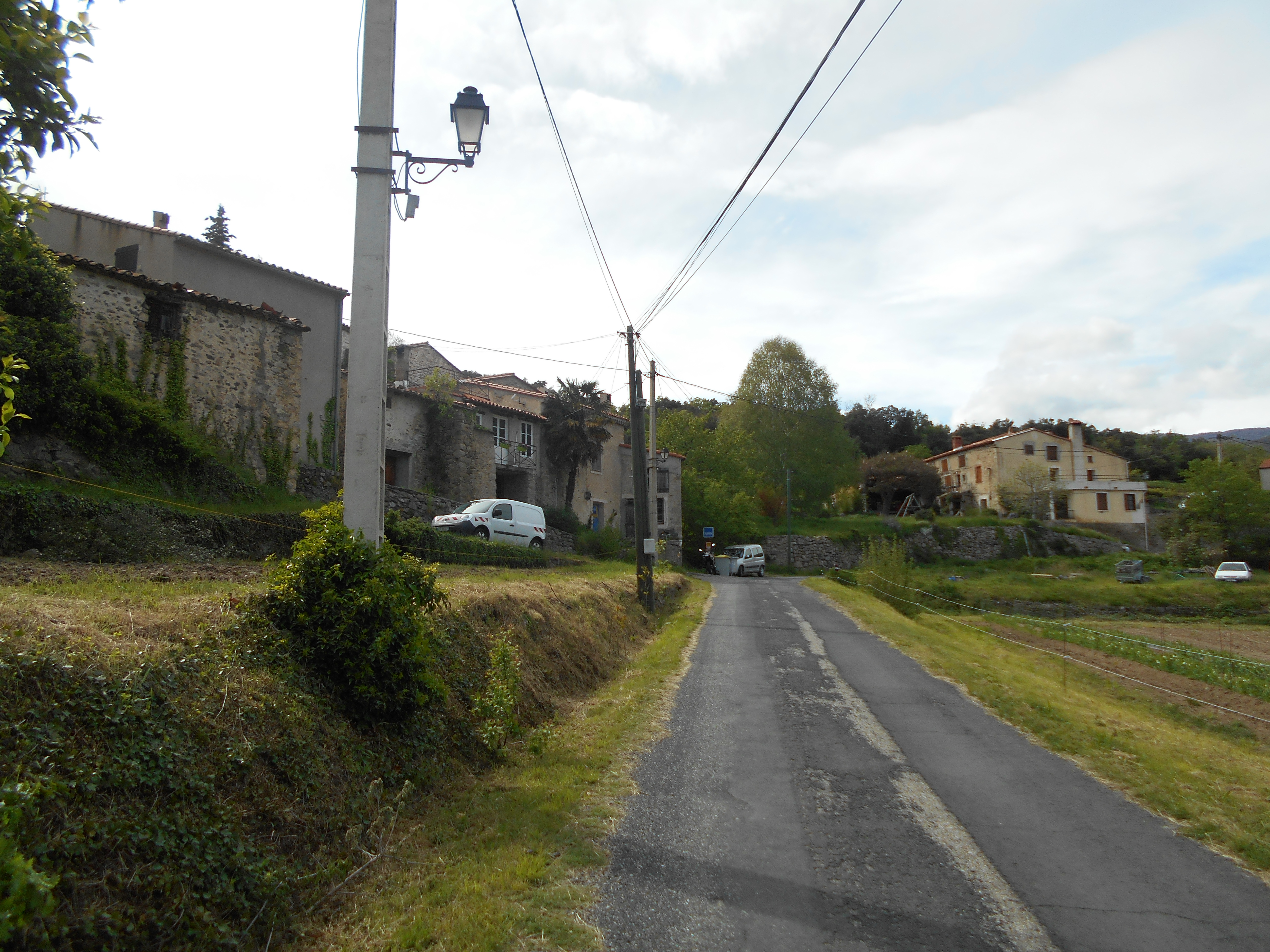
El veïnat, des de l'est

Breses (IPA: ['bɾezas]) és un veïnat de la comuna de Mosset, a la comarca del Conflent, de la Catalunya del Nord.
És situat al sud-oest d'aquest poble, i també al sud-oest d'on hi havia hagut el nucli primigeni de Mosset, a Sant Julià Vell i del monestir de Santa Maria de Corbiac, a 2 quilòmetres en línia recta del primer i a 750 metres dels altres dos llocs. És molt a prop del termenal amb Campome i d'una de les fargues que hi havia a Mosset, l'anomenada actualment Farga de Campome (malgrat ser dins del terme de Mosset). En l'actualitat és un petit veïnat d'hàbitat parcialment dispers que a penes té mitja dotzena de cases. Històricament, era el lloc nadiu de la nissaga dels senyors de Mosset. Tenia la seva església, Sant Esteve de Breses, actualment en ruïnes.
El lloc és esmentat des de l'any 1019, en una escriptura en la qual l'abat Oliba, de Sant Miquel de Cuixà, retorna als seus germans Sunifred, Ramon, Guifré i Miró un alou qui est in comitatu Confluente, in valle Mosseti, in villa Bredes et in aiacenciis et terminibus eius.

## Etimologia
Joan Coromines explica que el nom d'aquest poble, així com el de Breda, deriva del mot compost llatí Eporēda (el lloc que s'hi viatja a cavall), derivat dels mots cèltics epos (cavall) i red- (jo viatjo).